# 田内健弥
田内 健弥（たうち けんや、1961年9月28日 - ）は日本のCMディレクター。東京都出身。

## 人物
2008年、M1プロダクション社長に就任。日本を代表するCMディレクターの1人。

## CM
- 資生堂 ピエヌ 「春・イロ・イロ」篇 （2004年 出演 伊東美咲）
- 大塚製薬 カロリーメイト 「ジャック・バウアー追跡」篇 （2005年）
- 日本コカ・コーラ アクエリアス 「NEW AQUARIOUS」篇 （2005年）
- 松下電器産業 ナノテクドライヤー 「ゆれる黒髪」篇 （2006年）
- UPS 企業 「PANDA」篇 （2006年）
- ソニー VAIO TypeL 「クレヨン」篇 （2006年）
- アサヒ飲料 ワンダモーニングショット 「MS桑田+馬場」篇 （2007年 出演 桑田佳祐 ジャイアント馬場）
- 松下電器産業 ナノケアドライヤー 「新ナノケア」篇 （2007年）
- P&G H&S 「根本の夜明け」篇 （2007年）
- トヨタ自動車 マークX Zio 「パーティ」篇 （2008年）

ほか